# Crystal Gayle

Crystal Gayle (2007)

Crystal Gayle (* 9. Januar 1951 in Paintsville, Kentucky als Brenda Gail Webb) ist eine US-amerikanische Country-Sängerin, die in den 1970er und 1980er Jahren zu den erfolgreichsten Künstlerinnen ihres Genres gehörte. Sie stand viele Jahre im Schatten ihrer Schwester Loretta Lynn, bevor sie mit Country-Pop-Songs hohe Verkaufszahlen erreichte. Gayle wurde in ihrer rund 50-jährigen Karriere elf Mal für den Grammy nominiert und einmal mit einem als beste Country-Sängerin für Don’t It Make My Brown Eyes Blue ausgezeichnet. Sie verkaufte bis heute alleine in den USA über vier Millionen Alben und landete über 50 Hits in den Country-Charts.

## Anfänge
Als Crystal Gayle geboren wurde, hatte ihre fast 19 Jahre ältere Schwester Loretta Lynn bereits ihre eigene Familie; Loretta veröffentlichte 1963 ihre erste Schallplatte. Die Änderung des Rufnamens Brenda in Crystal nahm sie auf Anraten Lorettas vor, da es bereits eine erfolgreiche Namensvetterin gab. Sie begleitete ihre berühmte Schwester erstmals im Alter von 16 Jahren auf Tournee. Es folgten regelmäßige Fernsehauftritte. 1970 wurde mit dem Decca-Label ein Schallplattenvertrag abgeschlossen. Ihre erste Single war ein Cover des früheren Loretta-Lynn-Songs I've Cried the Blue Right out of My Eyes und erreichte einen mittleren Platz in den Country-Top-100. Sie ist seit 1971 mit Bill Gatzimos verheiratet, mit dem sie zwei Kinder hat. Erst durch einen Wechsel zum Label United Artists Records 1973 und einem radikalen Stilwandel hin zum Country-Pop konnte sie aus dem Schatten der Schwester treten.

## Karriere
Bei United Artists wurde Gayle vom Produzenten und Songwriter Allen Reynolds betreut, der zuvor mit Don Gibson zusammengearbeitet hatte. Unter Reynolds behutsamer Anleitung wurden leisere und sanftere Töne angeschlagen, die auch außerhalb der Country-Szene akzeptiert werden konnten, da in dieser Zeit Pop-Einflüsse die Country-Musik dominierten.
Mit einer ihrer ersten Singles, dem von Reynolds geschriebenen Wrong Road Again, gelang ihr der Einstieg in die Top-10; ebenso mit dem Song Somebody Loves You. 1976 gelang ihr mit I'll Get Over You der erste Nummer-1-Hit. Der Durchbruch gelang ihr ein Jahr später mit Don't It Make My Brown Eyes Blue. Der Song erreichte Platz eins der Country-Charts, einen hohen Platz in der Pop-Hitparade und erhielt zwei Grammys. Ihr Album We Must Believe in Magic erreichte Platin-Status. Die Country Music Association wählte Crystal Gayle zur „Country-Sängerin des Jahres“.
1978 erreichten drei ihrer Songs die Spitzenposition der Country-Charts. Wieder gab es zahlreiche Auszeichnungen, darunter den Academy of Country Music Award „Sängerin des Jahres“ und erneut einen CMA-Award. 1979 unternahm sie als erster Country-Star eine Tournee durch China und trat in der zweiten Folge der vierten Staffel der Muppet Show auf, wo sie ihre Lieder River Road und We Must Believe in Magic vortrug. Im gleichen Jahr wechselte sie gemeinsam mit ihrem Produzenten Reynolds zum Columbia-Label. Hier konnten sie nahtlos an die alten Erfolge anknüpfen.
Auch in den 1980er Jahren gab es weitere Nummer-1-Hits, darunter der mit Eddie Rabbitt im Duett gesungene You And I. Ihren letzten Top-Hit hatte sie 1987 mit Straight to the Heart. Nach mehreren Label-Wechseln kehrte sie 1990 kurzzeitig zu Columbia und Allen Reynolds zurück, wo sie mit Never Ending Song of Love ihre letzte Chartposition verbuchen konnte. 2001 wurde sie in die NAMA Hall of Fame aufgenommen. 2006 wirkte sie in dem Film The Trail of Tears: Cherokee Legacy mit, ein mit dem Native American Music Award ausgezeichneter Film, der sich mit dem Cherokee Trail of Tears auseinandersetzt. Im Oktober 2009 wurde sie mit einem Stern auf dem Hollywood Walk of Fame geehrt.
Im Januar 2017 wurde Gayle in die Grand Ole Opry aufgenommen. Die Laudatio hielt ihre Schwester Loretta Lynn.
Im September 2019 erschien mit You Don’t Know Me Gayles erstes Studio-Album in 16 Jahren.

## Diskografie

### Studioalben
| Jahr | Titel                    | Höchstplatzierung, Gesamtwochen, AuszeichnungChartplatzierungen (Jahr, Titel, Platzierungen, Wochen, Auszeichnungen, Anmerkungen) | Höchstplatzierung, Gesamtwochen, AuszeichnungChartplatzierungen (Jahr, Titel, Platzierungen, Wochen, Auszeichnungen, Anmerkungen) | Höchstplatzierung, Gesamtwochen, AuszeichnungChartplatzierungen (Jahr, Titel, Platzierungen, Wochen, Auszeichnungen, Anmerkungen) | Anmerkungen     |
| Jahr | Titel                    | UK | US | Country | Anmerkungen     |
| ---- | ------------------------ | --- | --- | --- | --------------- |
| 1973 | Crystal Gayle            | — | — | Country25 (7 Wo.)Country |                 |
| 1975 | Somebody Loves You       | — | — | Country11 (55 Wo.)Country |                 |
| 1976 | Crystal                  | — | — | Country7 (88 Wo.)Country |                 |
| 1977 | We Must Believe in Magic | UK15 Silber · (7 Wo.)UK | US12 Platin · (35 Wo.)US | Country2 (71 Wo.)Country |                 |
| 1978 | When I Dream             | UK25 Silber · (8 Wo.)UK | US52 Platin · (39 Wo.)US | Country2 (77 Wo.)Country |                 |
| 1979 | We Should Be Together    | — | US128 (8 Wo.)US | Country9 (13 Wo.)Country |                 |
| 1979 | Miss the Mississippi     | — | US36 Gold · (28 Wo.)US | Country3 (52 Wo.)Country |                 |
| 1980 | These Days               | — | US79 Gold · (11 Wo.)US | Country6 (55 Wo.)Country |                 |
| 1981 | Hollywood, Tennessee     | — | US99 (16 Wo.)US | Country5 (42 Wo.)Country |                 |
| 1982 | True Love                | — | US120 (12 Wo.)US | Country14 (51 Wo.)Country |                 |
| 1983 | Cage the Songbird        | — | US171 (6 Wo.)US | Country5 (75 Wo.)Country |                 |
| 1985 | Nobody Wants to Be Alone | — | — | Country17 (50 Wo.)Country |                 |
| 1986 | Straight to the Heart    | — | — | Country12 (33 Wo.)Country |                 |
| 1986 | What If We Fall in Love? | — | — | Country25 (25 Wo.)Country | mit Gary Morris |
| 1986 | A Crystal Christmas      | — | — | Country69 (3 Wo.)Country |                 |
| 1988 | Nobody’s Angel           | — | — | Country63 (5 Wo.)Country |                 |

Weitere Studioalben
- 1982: One from the Heart (mit Tom Waits)
- 1990: Ain’t Gonna Worry
- 1992: Three Good Reasons
- 1993: Best Always
- 1995: Someday
- 1997: Joy & Inspiration
- 1999: Crystal Gayle Sings the Heart and Soul of Hoagy Carmichael
- 2000: In My Arms
- 2003: All My Tomorrows
- 2019: You Don’t Know Me: Country

### Livealben
- 2006: Live! An Evening with Crystal Gayle

### Kompilationen
| Jahr | Titel                                    | Höchstplatzierung, Gesamtwochen, AuszeichnungChartplatzierungen (Jahr, Titel, Platzierungen, Wochen, Auszeichnungen, Anmerkungen) | Höchstplatzierung, Gesamtwochen, AuszeichnungChartplatzierungen (Jahr, Titel, Platzierungen, Wochen, Auszeichnungen, Anmerkungen) | Höchstplatzierung, Gesamtwochen, AuszeichnungChartplatzierungen (Jahr, Titel, Platzierungen, Wochen, Auszeichnungen, Anmerkungen) | Anmerkungen |
| Jahr | Titel                                    | UK | US | Country | Anmerkungen |
| ---- | ---------------------------------------- | --- | --- | --- | ----------- |
| 1978 | I’ve Cried the Blue Right Out of My Eyes | — | — | Country19 (7 Wo.)Country |             |
| 1979 | Classic Crystal                          | — | US62 Gold · (22 Wo.)US | Country8 (66 Wo.)Country |             |
| 1980 | The Crystal Gayle Singles Album          | UK62 Gold · (10 Wo.)UK | — | — |             |
| 1980 | Favorites                                | — | US149 (6 Wo.)US | Country37 (17 Wo.)Country |             |
| 1981 | A Woman’s Heart                          | — | — | Country40 (12 Wo.)Country |             |
| 1983 | Crystal Gayle’s Greatest Hits            | — | US169 Gold · (8 Wo.)US | Country23 (36 Wo.)Country |             |
| 1987 | The Best of Crystal Gayle                | — | — | Country53 (11 Wo.)Country |             |
| 2007 | The Hits                                 | — | — | Country65 (2 Wo.)Country |             |

Weitere Kompilationen
- 1990: All-Time Greatest Hits
- 1993: The Best of Crystal Gayle
- 1993: 50 Original Tracks
- 1998: Super Hits
- 2001: Certified Hits
- 2002: The Best of Crystal Gayle
- 2002: 20 Love Songs
- 2012: 10 Great Songs
- 2013: Icon: Crystal Gayle

### Singles
| Jahr | Titel Album                                                               | Höchstplatzierung, Gesamtwochen, AuszeichnungChartplatzierungen (Jahr, Titel, Album, Platzierungen, Wochen, Auszeichnungen, Anmerkungen) | Höchstplatzierung, Gesamtwochen, AuszeichnungChartplatzierungen (Jahr, Titel, Album, Platzierungen, Wochen, Auszeichnungen, Anmerkungen) | Höchstplatzierung, Gesamtwochen, AuszeichnungChartplatzierungen (Jahr, Titel, Album, Platzierungen, Wochen, Auszeichnungen, Anmerkungen) | Anmerkungen     |
| Jahr | Titel Album                                                               | UK | US | Country | Anmerkungen     |
| --- | ------------------------------------------------------------------------- | --- | --- | --- | --------------- |
| 1970 | I’ve Cried (The Blue right out of my eyes) –                              | — | — | Country23 (24 Wo.)Country |                 |
| 1972 | Everybody Oughta Cry –                                                    | — | — | Country70 (2 Wo.)Country |                 |
| 1972 | I Hope You’re Havin’ Better Luck Than Me –                                | — | — | Country49 (5 Wo.)Country |                 |
| 1974 | Restless –                                                                | — | — | Country39 (12 Wo.)Country |                 |
| 1974 | Wrong Road Again Crystal Gayle                                            | — | — | Country6 (21 Wo.)Country |                 |
| 1975 | Beyond You Crystal Gayle                                                  | — | — | Country27 (11 Wo.)Country |                 |
| 1975 | This Is My Year for Mexico Crystal Gayle                                  | — | — | Country21 (15 Wo.)Country |                 |
| 1975 | Somebody Loves You                                                        | — | — | Country8 (16 Wo.)Country |                 |
| 1976 | I’ll Get Over You Somebody Loves You                                      | — | US71 (6 Wo.)US | Country1 (18 Wo.)Country |                 |
| 1976 | One More Time (Karneval) Crystal                                          | — | — | Country31 (9 Wo.)Country |                 |
| 1976 | You Never Miss a Real Good Thing (Till He Says Goodbye) Crystal           | — | — | Country1 (16 Wo.)Country |                 |
| 1977 | I’ll Do It All Over Again Crystal                                         | — | — | Country2 (15 Wo.)Country |                 |
| 1977 | Don’t It Make My Brown Eyes Blue We Must Believe in Magic                 | UK5 Silber · (14 Wo.)UK | US2 Gold · (26 Wo.)US | Country1 (18 Wo.)Country |                 |
| 1978 | Ready for the Times to Get Better Crystal                                 | — | US52 (10 Wo.)US | Country1 (14 Wo.)Country |                 |
| 1978 | Talking in Your Sleep When I Dream                                        | UK11 Silber · (14 Wo.)UK | US18 (18 Wo.)US | Country1 (16 Wo.)Country |                 |
| 1978 | Why Have You Left the One You Left Me For When I Dream                    | — | — | Country1 (14 Wo.)Country |                 |
| 1979 | When I Dream                                                              | — | US84 (3 Wo.)US | Country3 (13 Wo.)Country |                 |
| 1979 | Your Kisses Will We Should Be Together                                    | — | — | Country7 (13 Wo.)Country |                 |
| 1979 | Half the Way Miss the Mississippi                                         | — | US15 (16 Wo.)US | Country2 (15 Wo.)Country |                 |
| 1980 | It’s Like We Never Said Goodbye Miss the Mississippi                      | — | US63 (6 Wo.)US | Country1 (14 Wo.)Country |                 |
| 1980 | The Blue Side Miss the Mississippi                                        | — | US81 (8 Wo.)US | Country8 (15 Wo.)Country |                 |
| 1980 | If You Ever Change Your Mind These Days                                   | — | — | Country1 (18 Wo.)Country |                 |
| 1981 | Take It Easy These Days                                                   | — | — | Country17 (14 Wo.)Country |                 |
| 1981 | Too Many Lovers These Days                                                | — | — | Country1 (17 Wo.)Country |                 |
| 1981 | The Woman in Me Hollywood, Tennessee                                      | — | US76 (6 Wo.)US | Country3 (18 Wo.)Country |                 |
| 1982 | You Never Gave Up on Me Hollywood, Tennessee                              | — | — | Country5 (19 Wo.)Country |                 |
| 1982 | Livin’ in These Troubled Times Hollywood, Tennessee                       | — | — | Country9 (15 Wo.)Country |                 |
| 1982 | Til I Gain Control Again True Love                                        | — | — | Country1 (22 Wo.)Country |                 |
| 1983 | Our Love Is on the Faultline True Love                                    | — | — | Country1 (16 Wo.)Country |                 |
| 1983 | Baby, What About You True Love                                            | — | US83 (5 Wo.)US | Country1 (19 Wo.)Country |                 |
| 1983 | The Sound of Goodbye Cage the Songbird                                    | — | US84 (5 Wo.)US | Country1 (21 Wo.)Country |                 |
| 1984 | I Don’t Wanna Lose Your Love Cage the Songbird                            | — | — | Country2 (19 Wo.)Country |                 |
| 1984 | Turning Away Cage the Songbird                                            | — | — | Country1 (20 Wo.)Country |                 |
| 1984 | Me Against the Night Cage the Songbird                                    | — | — | Country4 (23 Wo.)Country |                 |
| 1985 | Nobody Wants to Be Alone                                                  | — | — | Country3 (21 Wo.)Country |                 |
| 1985 | A Long and Lasting Love Nobody Wants to Be Alone                          | — | — | Country5 (18 Wo.)Country |                 |
| 1985 | Makin’ Up for Lost Time (The Dallas Lovers’ Song) Dallas: The Music Story | — | — | Country1 (19 Wo.)Country | mit Gary Morris |
| 1986 | Cry Straight to the Heart                                                 | — | — | Country1 (19 Wo.)Country |                 |
| 1986 | Straight to the Heart                                                     | — | — | Country1 (22 Wo.)Country |                 |
| 1987 | Nobody Should Have to Love This Way Straight to the Heart                 | — | — | Country26 (15 Wo.)Country |                 |
| 1987 | Only Love Can Save Me Now The Best of Crystal Gayle                       | — | — | Country11 (18 Wo.)Country |                 |
| 1987 | Another World What If We Fall in Love?                                    | — | — | Country4 (18 Wo.)Country | mit Gary Morris |
| 1988 | All of This and More What If We Fall in Love?                             | — | — | Country26 (15 Wo.)Country | mit Gary Morris |
| 1988 | Nobody’s Angel                                                            | — | — | Country22 (15 Wo.)Country |                 |
| 1988 | Tennessee Nights Nobody’s Angel                                           | — | — | Country44 (9 Wo.)Country |                 |
| 1990 | Never Ending Song of Love Ain’t Gonna Worry                               | — | — | Country72 (2 Wo.)Country |                 |
| Folgende Lieder erschienen nicht als Single, wurden aber durch das Album zum Download und Streaming bereitgestellt und konnten somit eine Platzierung erlangen: |                                                                           | | | |                 |
| |                                                                           | | | |                 |
| 1979 | Your Old Cold Shoulder –                                                  | — | — | Country5 (14 Wo.)Country |                 |
| 1980 | River Road –                                                              | — | — | Country64 (6 Wo.)Country |                 |
| 1980 | Heart Mender –                                                            | — | — | Country58 (7 Wo.)Country |                 |
| 1983 | Keepin’ Power –                                                           | — | — | Country49 (9 Wo.)Country |                 |
| 1983 | Everything I Own –                                                        | UK93 (1 Wo.)UK | — | — |                 |

Weitere Singles
- 1973: Show Me How
- 1990: Everybody’s Reaching Out for Someone
- 1990: Just an Old Love
- 1991: It Ain’t Gonna Worry My Mind
- 1992: Three Good Reasons
- 1995: Someday
- 1995: I Made a Promise (mit Eddie Rabbitt)
- 1999: Two Sleepy People (mit Willie Nelson)
- 2003: Hallelujah I Love Him So
- 2019: Ribbon of Darkness

### Gastbeiträge
| Jahr | Titel Album             | Höchstplatzierung, Gesamtwochen, AuszeichnungChartplatzierungen (Jahr, Titel, Album, Platzierungen, Wochen, Auszeichnungen, Anmerkungen) | Höchstplatzierung, Gesamtwochen, AuszeichnungChartplatzierungen (Jahr, Titel, Album, Platzierungen, Wochen, Auszeichnungen, Anmerkungen) | Höchstplatzierung, Gesamtwochen, AuszeichnungChartplatzierungen (Jahr, Titel, Album, Platzierungen, Wochen, Auszeichnungen, Anmerkungen) | Anmerkungen      |
| Jahr | Titel Album             | UK | US | Country | Anmerkungen      |
| ---- | ----------------------- | --- | --- | --- | ---------------- |
| 1982 | You and I Radio Romance | UK81 (2 Wo.)UK | US7 (29 Wo.)US | Country1 (19 Wo.)Country | mit Eddie Rabbit |

Weitere Gastbeiträge
- 1992: Walk with Me (mit Charles Dumont)
- 1998: When I Dream (mit Fizz)
- 2010: Christmas Everywhere (mit Mishavonna)
- 2013: Beautiful Life (mit Sherry Lynn)

### Videoalben
- 2001: Crystal Gayle’s Holiday in Finland
- 2005: Crystal Gayle in Concert

## Auszeichnungen für Musikverkäufe
| Goldene Schallplatte - Kanada - 1977: für das Album We Must Believe in Magic - 1977: für die Single Don’t It Make My Brown Eyes Blue - 1979: für das Album When I Dream - 1980: für das Album Classic Crystal |

Anmerkung: Auszeichnungen in Ländern aus den Charttabellen bzw. Chartboxen sind in ebendiesen zu finden.
| Land/RegionAuszeichnungen für Musikverkäufe (Land/Region, Auszeichnungen, Verkäufe, Quellen) | Silber     | Gold       | Platin     | Verkäufe  | Quellen         |
| -------------------------------------------------------------------------------------------- | ---------- | ---------- | ---------- | --------- | --------------- |
| Kanada (MC)                                                                                  | —          | 4× Gold4   | —          | 225.000   | musiccanada.com |
| Vereinigte Staaten (RIAA)                                                                    | —          | 5× Gold5   | 2× Platin2 | 4.500.000 | riaa.com        |
| Vereinigtes Königreich (BPI)                                                                 | 4× Silber4 | Gold1      | —          | 720.000   | bpi.co.uk       |
| Insgesamt                                                                                    | 4× Silber4 | 10× Gold10 | 2× Platin2 |           |                 |